# Roberto Gualtieri
Roberto Gualtieri (n. 19 iulie 1966, Roma, Italia) este un politician italian care ocupă funcția de primar al Romei din 21 octombrie 2021.